# Gustave Boissonade

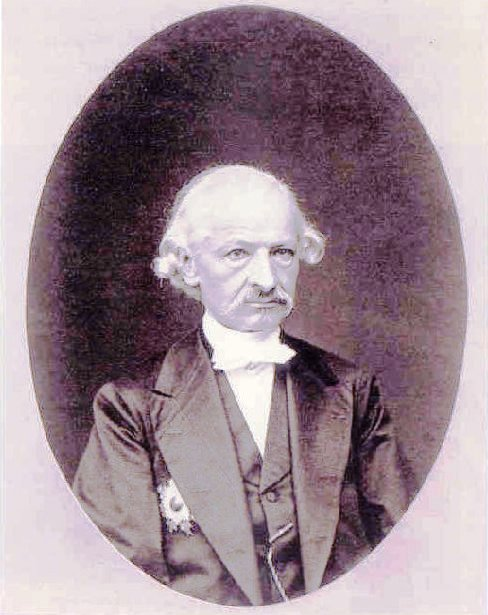
Gustave Boissonade

Gustave Émile Boissonade de Fontarabie (* 7. Juni 1825 in Vincennes; † 27. Juni 1910 in Antibes) war ein französischer Rechtsgelehrter und Berater im japanischen Justizministerium in der Meiji-Ära.

## Leben
Gustave Boissonade wurde 1825 in Vincennes als Sohn des Philologen Jean-François Boissonade geboren. Nach seiner Promotion an der juristischen Fakultät in Paris (1852) und seiner Agrégation (1864) lehrte er bis 1867 als Assistenzprofessor römisches Recht in Grenoble.
Im Jahre 1876 wurde Boissonade als Professor an die Rechtsschule des japanischen Justizministeriums gerufen, um japanische Juristen auszubilden und bei der Erarbeitung von Gesetzen zu helfen.
Sowohl das japanische alte StGB von 1880, als auch die japanische StPO, beide 1882 in Kraft getreten, gehen auf seine Entwürfe zurück. Sein Entwurf für ein japanisches BGB von 1890, auch Boissonadischer Entwurf oder altes BGB genannt, löste den Kodifikationsstreit aus. Der Entwurf war wie schon seine Entwürfe zum StGB und zur StPO stark am französischen Recht angelehnt, was auf heftige Kritik der juristischen Gesellschaft der Universität Tokyo stieß, die ihrerseits vom englischen Recht geprägt war. Der Entwurf, der eigentlich 1893 in Kraft treten sollte, wurde in der Folge zurückgestellt und die Ausarbeitung eines japanischen BGB einer aus drei japanischen Rechtsprofessoren (Hozumi Nobushige, Tomii Masaakira, Ume Kenjirō) bestehenden Kommission übertragen.
Nach seiner Tätigkeit in Japan kehrte er 1895 nach Frankreich zurück und lebte bis zu seinem Tod 1910 in Antibes.